# Caldera (cocina)

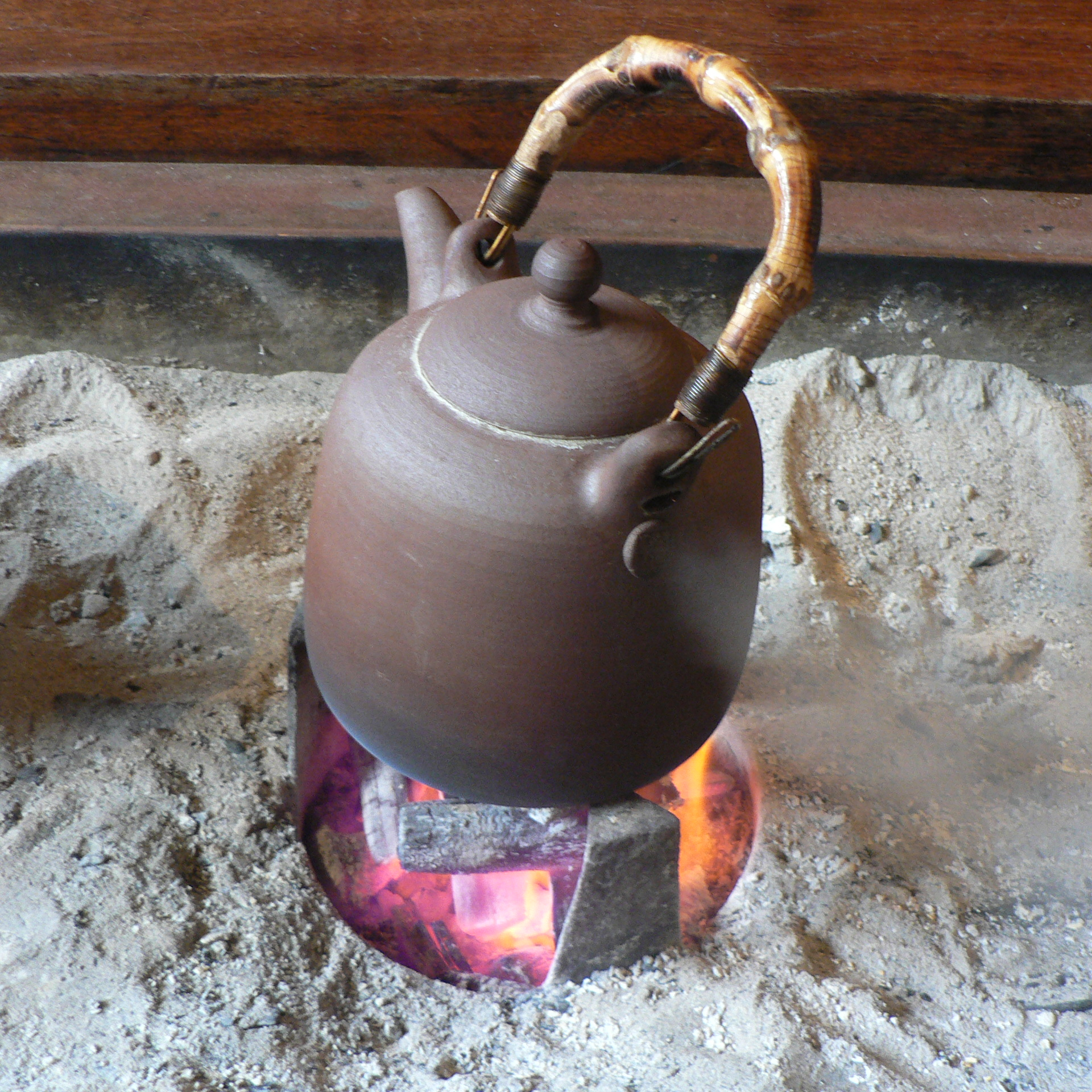
Modelo de caldera con pico corto.

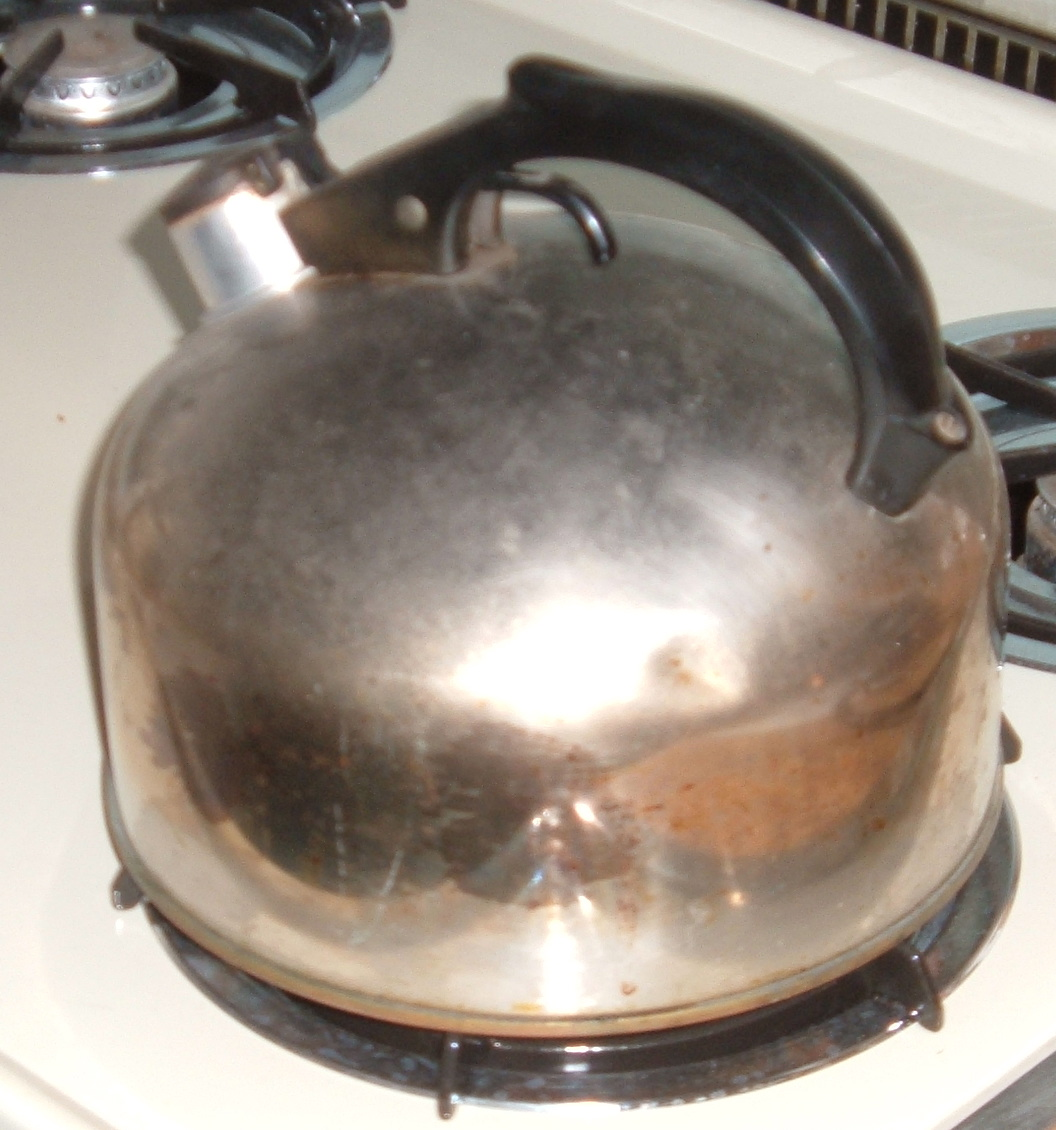
Caldera sin orificio superior. El agua se introduce por el pico y la caldera silba cuando el agua hierve.

Una caldera, pava o tetera es un recipiente semejante a una tetera utilizado en la cocina para calentar el agua. A diferencia de las teteras, que generalmente sólo reciben agua precalentada, las calderas pueden ser usadas tanto para calentar agua directamente como para servirla y a diferencia de las jarras eléctricas, estos hierven el agua mediante una cocina de gas. Suelen ser metálicas, usualmente de hierro, acero inoxidable o aluminio, y pueden estar esmaltadas o enlozadas. Tienen un asa superior deslizable con madera o resina plástica incrustada para poder manejarlas.
En la mayoría de los países hispanoamericanos se le denomina tetera, con excepción de Honduras donde también se le llama porrón, en Costa Rica cafetera, en Uruguay y en gran parte de Bolivia se le denomina caldera. En Argentina —excepto en las provincias de San Juan y Mendoza donde se lo llama tetera—, Paraguay y en el sur de Bolivia (departamento de Tarija y el Chaco) se le suele llamar pava.

## Característica
Tradicionalmente una caldera tiene una abertura superior con tapa por donde se le introduce el agua y un pico fino y curvado con una muesca, lo que la hace ideal para su uso en el cebado del mate. Está también la variedad sin orificio superior en la que el agua es introducida por un pico ancho, corto y recto, el cual tiene una tapa con un pequeño ojo por donde sale el vapor al producirse el hervor; la salida del vapor produce un silbido que avisa que el agua ya ha hervido. El asa de este tipo de calderas suele ser fija. También existen calderas eléctricas.
La denominación pava extendida en Argentina deriva de una metáfora risueña en su origen, ya que el perfil de este recipiente recuerda al de las aves llamadas pavas y el pico vertedor tradicionalmente tiene una forma que recuerda al del pico y apéndice carnoso de los pavos.